# Latvijas Televīzija
Az Latvijas Televīzija (röviden: LTV) a Lettország állami tulajdonú közszolgálati televíziós műsorszolgáltatója. Az LTV két csatornát üzemeltet, a lett nyelvű LTV1-et és az orosz nyelvű LTV7-et (korábbi nevén LTV2).

## Története
A televízió első kísérleti adása 1937. november 10-én a Lett Rádiótársaságnál zajlott egy nyilvános megtekintés során Rigában, egy 45x50 cm-es képernyő méretű oszcilloszkóppal. Az 1940-es évek elején tervben volt a Lett Radiophone által a "vizuális rádió" rendszeres adása, de ezeket Lettország megszállása és a második világháború felfüggesztette.
Az első korabeli tesztadások 1954. november 6-án kezdődtek egy szovjet rigai stúdióból fekete-fehérben, amelyet mindössze 20 televízió-tulajdonos látott. Ez volt az első és legrégebbi nemzeti televízió a balti országokban. A rendszeres sugárzás 1954. november 20-án kezdődött. Kezdetben az LTV-nek nem volt joga saját műsorkészítésre, kivéve az élő műsorokat. 1955-ben létrehozták a Riga Television stúdióját Āgenskalnsban, hogy saját műsorokat készítsenek, majd felépült Lettország első TV-tornya.
1958. március 19-én került adásba az első esti hírműsor. 1963-ban a mai napig ismert Panorāma nevet kapta. A második TV-csatorna 1961-ben indult, és mindkét csatornát 1974-ben SECAM színesre alakították át. 1986-ban hivatalosan is elkészült a Rigai TV-torony és az LTV zaķusalai televízió központja. 
A harmadik lett nemzeti ébredés idején a műsorszolgáltató nyitottabbá vált a Glasznoszty-stílusú szólásszabadságra és a lettországi szovjet uralom kritikájára, leginkább a Labvakar politikai talkshow (1988–1993) formájában. A zaķusalai épületek egyike volt a Barikádok idején megvédett helyszíneknek. Az 1991-es szovjet puccskísérlet során az OMON egység csapatai augusztus 21-én elfoglalták az LTV épületét, két napra felfüggesztve a sugárzást.
Az LTV 1933. január 1-je óta az Európai Műsorsugárzók Uniójának tagja. A függetlenség 1991-es visszaállításától 1992. december 31-ig tagja volt a Nemzetközi Rádió- és Televíziós Szervezetnek (OIRT). Az LTV rendezte a 2003-as Eurovíziós Dalfesztivált, a 2006-os, 2021-es és 2023-as IIHF jégkorong-világbajnokságnak (utóbbit Finnországgal közösen rendeznek), valamint az első Eurovíziós Kórusversenyt 2017-ben, majd később 2023-ban. 2003-ban az LTV2, a második csatornát átkeresztelték LTV7-re.
2008-ban az LTV megkezdte a digitális földfelszíni TV szabványban történő sugárzását MPEG2 formátumban, amelyet 2009. augusztus 1-jén MPEG4 formátumra váltott, mivel a Lattelecom távközlési vállalatot választották Lettországban a digitális földfelszíni TV hivatalos integrátorává. Az LTV7 analóg sugárzását 2010. március 1-jén, míg a LTV1 analóg sugárzását július 1-jén fejezték be. Mindkét csatorna elérhető a Sirius műhold északi nyalábján is a Viasat csomag részeként.
2013 óta az Latvijas Televīzija és a Latvijas Radio a Latvijas Sabiedriskie mediji (LSM) égisze alá tartoznak, közszolgálati műsorszolgáltató egyesülési folyamatának részeként. Az LTV és a Latvijas Radio ettől kezdve egy hírportálon, a LSM-en, és egy online streaming szolgáltatáson, a REplay-en osztja meg mindkét műsorszolgáltató tartalmát.

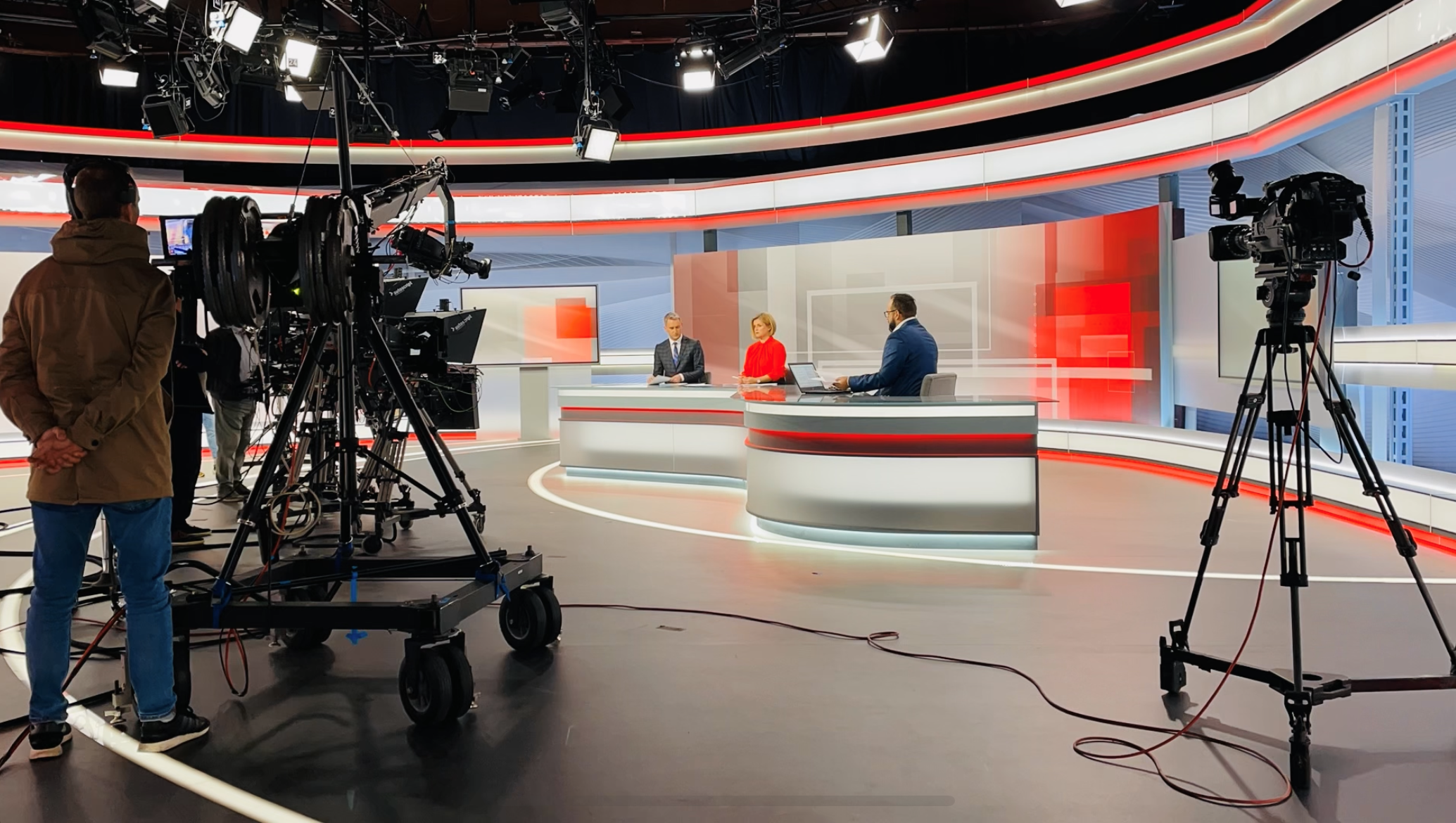
A Panorāma stúdiója 2021-ben

Az LTV 2013-ban 4:3-as képarányról 16:9-es képarányra váltott. Válogatott műsorok, mint például a A diótörő című előadás élő adása a Lett Nemzeti Opera által 2012-ben az LTV1-en, és a jégkorong-világbajnokság mérkőzései. A bajnokságokat az LTV7-en HD-ben mutatták be. 2019-ben bejelentették a HDTV adásokra való teljes átállást 2021-re vagy 2022-re, ami a korábbi években pénzügyi korlátok miatt késett. A műsorszórási technológiájuk továbbfejlesztése után a REplay.lv és az LSM TV-csatornái és tartalmai 2021. május 19-én fokozatosan áttértek a Full HD-re (1080p), míg 2022-ben a kábeles és online adások is. Az LTV hírszolgálati műsorai augusztus 30-án 1080p-re váltottak új stúdió és látványelemek bemutatásával.
2016-ban az LTV elindította a Visiem LTV online csatornát a külföldi nézők számára, főként a lett diaszpórát célozva. A műsorok az LTV1 és a LTV7 adások keveréke, amelyeket nem korlátoznak a szerzői jogi törvények, és világszerte elérhetők.
A műsorszolgáltató 2021. január 1-je óta teljes mértékben állami költségvetésből finanszírozott, miután évekig tartó vita után a Latvijas Radio rádióadóval együtt kilépett a reklámpiacról. Jelenleg az igazgatóság vezetője Ivars Priede.

## Logói

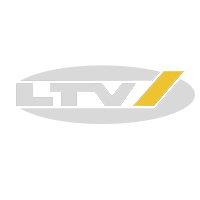
2003–2006
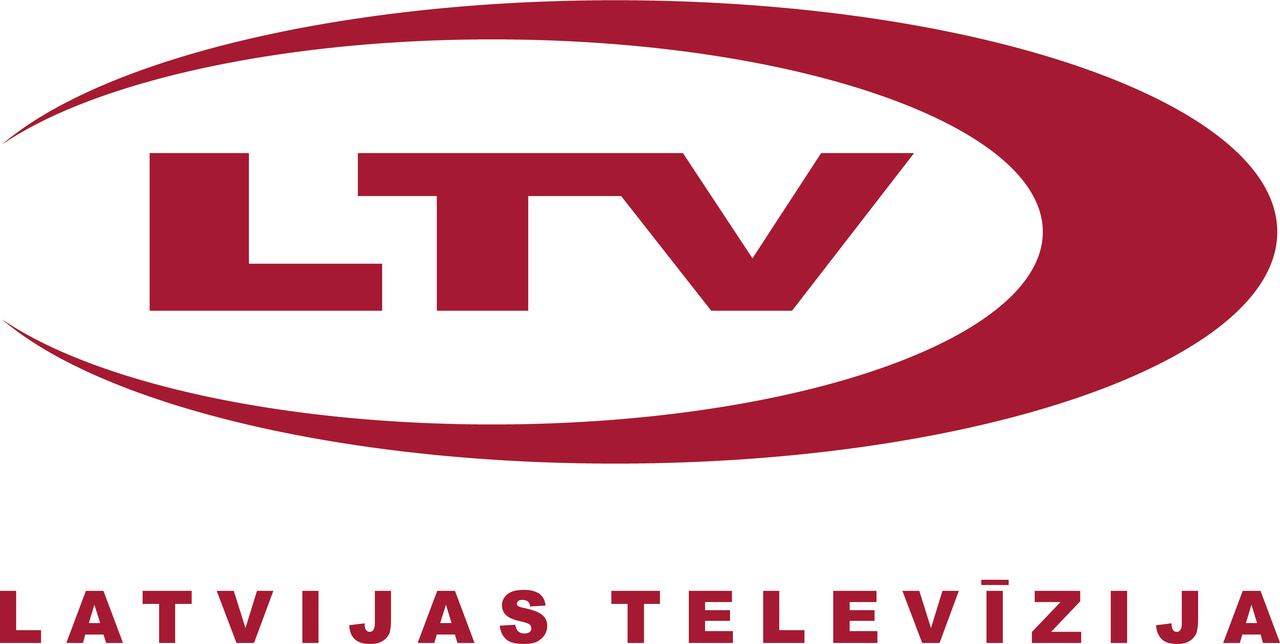
2006 – 2022
2022 –

## Televíziócsatornák
| Logó | Csatorna neve | Tematika                                 | Indulás dátuma    |
| ---- | ------------- | ---------------------------------------- | ----------------- |
|      | LTV1          | általános tematikájú televíziós csatorna | 1954. november 6. |
|      | LTV7          | orosz nyelvű csatorna                    | 2003. január 1.   |

## Rádiócsatornák
| Logó | Csatorna neve              | Tematika | Indulás dátuma    |
| ---- | -------------------------- | --- | ----------------- |
|      | Latvijas Radio 1           | hírekre, beszélgetésekkre specializálódott állomás                                                                   | 1925. november 1. |
|      | Latvijas Radio 2           | lett nyelvű pop/country zenére specializálódott állomás, amely elsősorban a 15–29 év közötti hallgatókat célozza meg | 1995              |
| LR3  | Latvijas Radio 3 - Klasika | klasszikus és jazz zenére specializálódott állomás                                                                   | 1996. január 6.   |
|      | Latvijas Radio 4           | nyelvi kisebbségeknek, különösen Lettország orosz nyelvű közösségének                                                | 2002. január 7    |
|      | Latvijas Radio 5           | fiataloknak szánt állomás Lettország és közeli országok zenéivel                                                     | 2013. július 14   |
|      | Latvijas Radio 6 – NABA    | teljes formátumú műsor                                                                                               | 2002. december 1  |